# Чесалин, Евгений Михайлович
Евгений Михайлович Чесалин (род. 25 августа 1988, Подольск, Московская область) — российский хоккеист, нападающий.

## Карьера
Воспитанник подмосковного хоккея. Профессионально начал заниматься хоккеем в 1999 году, в Подольске, выступал за детскую команду «Витязь-88». Первым тренером Евгения был Тихонов Сергей Дмитриевич. В ВХЛ выступал за клубы «Дизель» Пенза с 2010 по 2015, «Рязань» в сезоне 2015/2016, где был капитаном команды и вывел её на 2-е место по итогам регулярного чемпионата. Там же Евгений провёл довольно неплохой сезон, набрав 42 (16+26) очка, и стал лучшим бомбардиром команды. Неоднократно признавался лучшим игроком месяца по мнению болельщиков рязанской команды, а так же становился лучшим нападающим недели по мнению ВХЛ. По итогам сезона 2015—2016 был номинирован на звание лучшего нападающего ВХЛ. В мае 2016 года заключил односторонний контракт на 2 года с клубом КХЛ «Автомобилист».
Дебютный гол забил 27 августа 2016 года в матче против команды «Металлург» Новокузнецк.
В 2014 году исполнил эпизодическую роль в сериале канала СТС «Молодёжка».
В феврале 2018 года «Автомобилист» продлил контракт ещё на 1 год.
В 2019 году перешёл в новосибирскую «Сибирь». 30 апреля 2023 года покинул клуб.